# Die Saat (Film)
Die Saat ist ein Filmdrama von Mia Maariel Meyer, der im Juni 2021 im Rahmen der Internationalen Filmfestspiele Berlin seine Premiere feierte und im April 2022 in die deutschen Kinos kam.

## Handlung
Der Fliesenleger Rainer Matschek, seine schwangere Frau Nadine und ihre 12-jährige Tochter Doreen haben wider Willen ein renovierungsbedürftiges Häuschen am Stadtrand bezogen, nachdem ihre Stadtwohnung wegen Gentrifizierung zu teuer wurde. Rainer hat sich frisch zum Bauleiter fortgebildet und wurde bei seinem Arbeitgeber „Klose Bau“ probehalber mit dem Bau von Musterwohnungen betraut. Zudem wurde ihm von seinem Chef und Freund Klose Junior versprochen, bei erfolgreichem Geschäftsabschluss mit Investoren diese Position behalten zu können.
Der freundliche Rainer ist immer um gute Lösungen bemüht und daher bei der Belegschaft beliebt. Seine Baustelle gerät jedoch unter Termindruck, und als absehbar ist, dass er eine pünktliche Fertigstellung nicht mehr leisten kann, wird er durch den erfahrenen Bauleiter Kleemann ersetzt. Damit steigt Rainer wieder zum Bauhandwerker ab und verliert einen Teil seines Gehalts. Als auch Nadine wegen ihrer Schwangerschaft nicht mehr arbeiten kann und stationär in die Klinik muss, gerät die Familie finanziell zunehmend unter Druck, weshalb Rainer eine zweite Stelle in der Nachtschicht einer Auto-Waschanlage annimmt und mit Schlafmangel zu kämpfen hat. Seine Versuche, woanders eine Bauleiterposition zu erlangen, scheitern – wie er später erfährt, auch daran, dass er in der Branche nun schlecht angeschrieben ist.
In einer zunächst unabhängigen Parallelhandlung freundet sich Doreen in der neuen Umgebung mit Mara an, die allerdings versucht, sie auf die schiefe Bahn zu ziehen. Als Doreen ihr nach einem versuchten Diebstahl in einer Tankstelle die Freundschaft wieder kündigt, wird sie von Mara verfolgt und bedroht. Doreen ist wegen der Situation ihrer Eltern viel allein und steht bald ebenso mit dem Rücken zur Wand wie ihr Vater. Die Unterstützung, die sie nun bräuchte, können ihre Eltern nicht bieten. Die Familie kommuniziert kaum noch.
Kleemann leitet Rainers Baustelle mit unnachgiebiger Härte, weshalb Rainer, der sich als Interessenvertreter der Arbeiter sieht, immer wieder mit ihm in Konflikt gerät, selbst als Kleemann ihm die Kündigung androht. Einen spontanen Streik der Arbeiter bricht Kleemann mit der Drohung, sie alle durch Leiharbeiter zu ersetzen. Das beendet den Streik, besiegelt aber auch Rainers Entlassung.
Die Konflikte entladen sich in Prügeleien, die in Wechselschnitten gezeigt werden: Nach seinem Hinauswurf von der Baustelle greift der vollkommen desillusionierte Rainer zunächst Kleemann und dann Klose tätlich an; gleichzeitig wird Doreen von Mara in ein Waldgebiet verfolgt und dort angegriffen. Rainer demoliert schließlich Kleemanns Auto, bricht jedoch emotional zusammen, als sich herausstellt, dass dessen sechsjährige Tochter darin saß. Doreen stößt Mara einen Abhang hinunter, steigt dann aber zu ihr hinab und hilft ihr heraus. Durchnässt liegen die zwei Mädchen auf dem Erdboden.

## Produktion

### Regie, Drehbuch und Besetzung
Regie führte Mia Maariel Meyer, die gemeinsam mit Hanno Koffler auch das Drehbuch schrieb. Koffler spielt im Film zudem Rainer Matschek. Meyer ist seine Lebensgefährtin, und Koffler war bereits in ihrem Spielfilmdebüt Treppe aufwärts in der Hauptrolle zu sehen. Anna Blomeier spielt Rainers Ehefrau Nadine, die Nachwuchsschauspielerin Dora Zygouri ihre Tochter Doreen.
Meyer und Koffler wollten mit ihrem Film nicht nur vom „Leben der Anderen“ erzählen, sondern ließen eigene Erfahrungen aus einem mittelschichttypischen Haushalt mit zwei Kindern in ihr Herzensprojekt einfließen. Über den von ihm gespielten Rainer sagte Koffler, dieser wolle ein guter Mensch sein und auf beruflicher und privater Ebene alles richtig machen. Ihn habe dabei die Frage interessiert, „Warum ist es eigentlich so schwer, ein guter Mensch zu sein? [...] Wer zwingt uns denn dazu eigentlich, für den Wettbewerb in der Arbeitswelt härter zu sein? Warum müssen wir das tun?“ Rainer wolle gar nicht Patriarch und Alleinversorger der Familie sein, komme aus dieser Rolle jedoch nicht raus.
Als sie anfingen, an dem Drehbuch zu schreiben, wollten sie einen Film machen, in dem es um die Entstehung von Gewalt geht. Im kreativen Prozess hätten sie für sich herausgefunden, dass es in der Geschichte eigentlich um Druck geht. „Dieser enorme, allgegenwärtige Leistungsdruck führt zu einem Mangel an Empathie und schreit gleichzeitig nach einem Ventil. In unserer Gesellschaft wird es belohnt, wenn man Leistung bringt und funktioniert, das gilt für alle Schichten“, so Koffler, der dieses System als „kapitalistisches Hamsterrad“ beschreibt. Viele Menschen würden diesen Druck dann entweder weiter nachgeben oder daran zerbrechen.
Koffler arbeitete in Vorbereitung auf seine Rolle auf einer Baustelle und war mit einer Truppe von Fliesenlegern unterwegs.

### Filmförderung und Dreharbeiten
Der Film erhielt von der Medien- und Filmgesellschaft Baden-Württemberg eine Produktionsförderung in Höhe von 500.000 Euro und vom Deutschen Filmförderfonds in Höhe von rund 216.000 Euro.
Die Dreharbeiten fanden im Sommer 2020 zur Zeit der Coronavirus-Pandemie unter Federführung der Baden-Badener Filmproduktionsfirma kurhaus production statt. Gedreht wurde von Ende Juli bis Anfang September 2020 in Baden-Württemberg, unter anderem auf einer Baustelle in Baden-Baden. Als Kameramann fungierte Falko Lachmund.

### Veröffentlichung
Die Weltpremiere erfolgte am 10. Juni 2021 im Rahmen des Open Air stattfindenden Berlinale Summer Special, wo er in der Sektion Perspektive Deutsches Kino gezeigt wurde. Im Oktober 2021 wird er beim Filmfest Emden-Norderney vorgestellt. Im November 2021 wurde er beim Cambridge Film Festival gezeigt. Der Kinostart in Deutschland erfolgte am 28. April 2022. Von Ende Mai bis Mitte Juni 2022 wurde er beim German Film Festival in Melbourne gezeigt.

## Rezeption

### Kritiken
Peter Gutting schreibt in seiner Funktion als Filmkorrespondent der Gilde deutscher Filmkunsttheater, Regisseurin Mia Maariel Meyer schildere ihre Geschichte vom unaufhaltsamen Abstieg eines Vorarbeiters mit präzisem Blick auf das Milieu. So interessiere sie sich für die Mechanismen der Arbeitswelt und die konkreten Bedingungen der Baubranche mit einer Souveränität im Detail, die selten sei im deutschen Kino. Mit eindringlichen akustischen und visuellen Mitteln erzeuge das Sozialdrama einen spannenden Sog, dem sich das Publikum kaum entziehen kann. In ihrer differenzierten Studie über die kapitalistische Leistungsgesellschaft seien Meyer und ihr Lebenspartner, Koautor und Schauspieler Hanno Koffler nicht auf Anklage und klare Lösungen aus: „Die Saat reißt mit und bietet Anknüpfungspunkte für sämtliche sozialen Milieus [...]. Vor allem aber ist der zweite Film von Mia Maariel Meyer auch eine Studie über Väter und Töchter. Beider Perspektiven halten sich die Waage und werden in eindrücklichen Parallelmontagen gegeneinander gestellt.“
Sascha Westphal von epd Film erklärt in seiner Kritik, Meyer lasse in ihrem Film keinen Zweifel daran, dass die gehobene Mittelschicht eine geschlossene Gesellschaft ist, die ihre Privilegien rücksichtslos verteidigt. Doreen verstehe die Gesetze dieser für sie neuen Welt zu spät, und Rainer müsse erkennen, dass er sich über seine Zukunft Illusionen gemacht hat: „Wer wie Rainer glaubt, es allein durch Fleiß und Arbeit schaffen zu können, wird letzten Endes nicht nur scheitern, sondern innerlich und äußerlich zerstört werden.“ Es sei schmerzhaft, mitzuerleben, wie sich die Wut in ihm und Doreen immer mehr aufstaut, so Westphal, und aus zwei Sympathieträgern würden Menschen, die mit dem Rücken an der Wand stehen.

### Auszeichnungen
Braunschweig International Film Festival 2021
- Nominierung für den „Heimspiel-Preis“
- Nominierung für den Braunschweiger Filmpreis
- Lobende Erwähnung (Hanno Koffler)[14][15][16]

Deutscher Schauspielpreis 2022
- Nominierung als Bester Schauspieler in einer dramatischen Hauptrolle (Hanno Koffler)
- Auszeichnung in der Kategorie Bester Nachwuchs (Dora Zygouri)

Exground Filmfest Wiesbaden 2021
- Auszeichnung mit dem Publikumspreis der Reihe „Made in Germany“[17]

Fernsehfilmfestival Baden-Baden 2021
- Auszeichnung mit dem MFG Star (Mia Maariel Meyer)[18]

Festival des deutschen Films 2021
- Nominierung für den Filmkunstpreis
- Nominierung für den Rheingold-Publikumspreis[19]

Filmfest Emden-Norderney 2021
- Nominierung für den DGB-Filmpreis (Mia Maariel Meyer)
- Nominierung für den NDR-Filmpreis für den Nachwuchs (Mia Maariel Meyer)[9]

Grimme-Preis 2024
- Nominierung im Wettbewerb Fiktion[20]